# Memphis May Fire
Memphis May Fire – amerykański zespół metalcore'owy utworzony w Dallas (Teksas) w 2006 roku.

## Historia

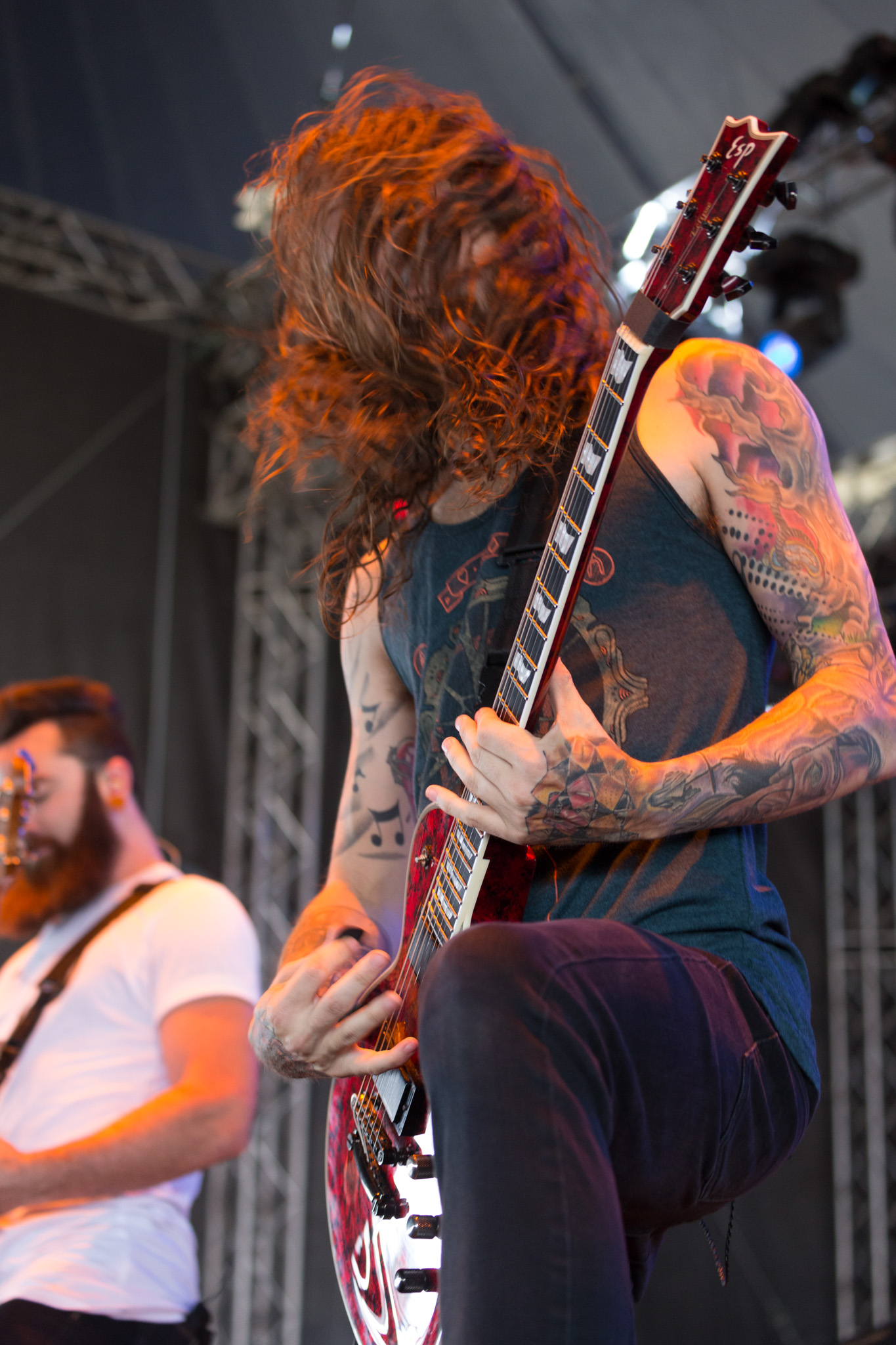
Anthony Sepe, 2014

### Początek (2006–2007)
Zespół założony został przez gitarzystę Kellena McGregora w 2006. Przez około tydzień zespół nazywał się Oh Captain, My Captain, co McGregor skomentował słowami „[...]Nie wiem, jak ludzie mogą to nadal pamiętać. Myślę, że ktoś po prostu umieścił to na naszej stronie Wikipedii”. Potem członkowie zespołu dowiedzieli się, że grupa o takiej nazwie już istnieje. W lutym 2007 roku zmienili nazwę na Memphis May Fire. Pod pierwotną nazwą nagrali jedynie pierwszą EP-kę.

### Odejście Chase'go Ryana, Dołączenie Matty'ego Mullinsa i Sleepwalking (2006–2009)
Członkowie Memphis May Fire planowali wydać swój debiutancki album latem 2006. Miał on być wyprodukowany przez gitarzystę Kellena McGregora. Jednak po sesji nagraniowej do albumu główny wokalista Chase Ryan i perkusista R.C. Dooley zdecydowali rozstać się z zespołem. Ryan swoje odejście tłumaczył tym, że jego priorytetem powinno być ojcostwo, a nie wyjazdy z zespołem. Po ogłoszeniu przez niego rezygnacji basista Austin Radford również zdecydował odejść z zespołu krótko po utworzeniu własnej grupy – American Mantra, w której był wokalistą. Miejsce Radforda zajął Daniel De Los Santos jako zastępca, a potem Cory Elder. Jako instrumental pod poszukiwania nowego wokalisty posłużyła piosenka „Decade”, znana potem jako „Destiny for the Willing”. Ostatecznie Ryan został zastąpiony Mattym Mullinsem z Nights in Fire.
Sleepwalking, czyli debiutancki album studyjny MMF, został wydany 21 lipca 2009 przez wytwórnię Trustkill Records. Piosenka „Ghost in the Mirror” została użyta jako soundtrack do filmu Piła VI. Gitarzystę rytmicznego Ryana Bentleya podczas jego krótkiej przerwy od grania (wrócił pod koniec 2009) zastąpił Joel Seier. Seier wystąpił w teledyskach do „Ghost in the Mirror” i „North Atlanthic vs. North Carolina”.

### Between the Lies, Rise Records i The Hollow (2010–2011)
Drugą EP-kę „Between the Lies” zespół wydał 2 listopada 2010 w wytwórni Bullet Tooth Records (wcześniej Trustkill Records).
W styczniu wytwórnia Rise Record ogłosiła, że Memphis May Fire podpisał kontrakt z wytwórnią i że nowy album zostanie wydany wiosną. Oczekiwano, że będzie on zawierał muzykę cięższą niż ta z Sleepwalking i Between the Lies, a ponadto z większą ilością elementów modern metalu i elektroniki. Album The Hollow został opublikowany 23 kwietnia na kanale Rise Records na YouTube.

### Odejście Ryana Bentleya i Challenger (2012–2013)

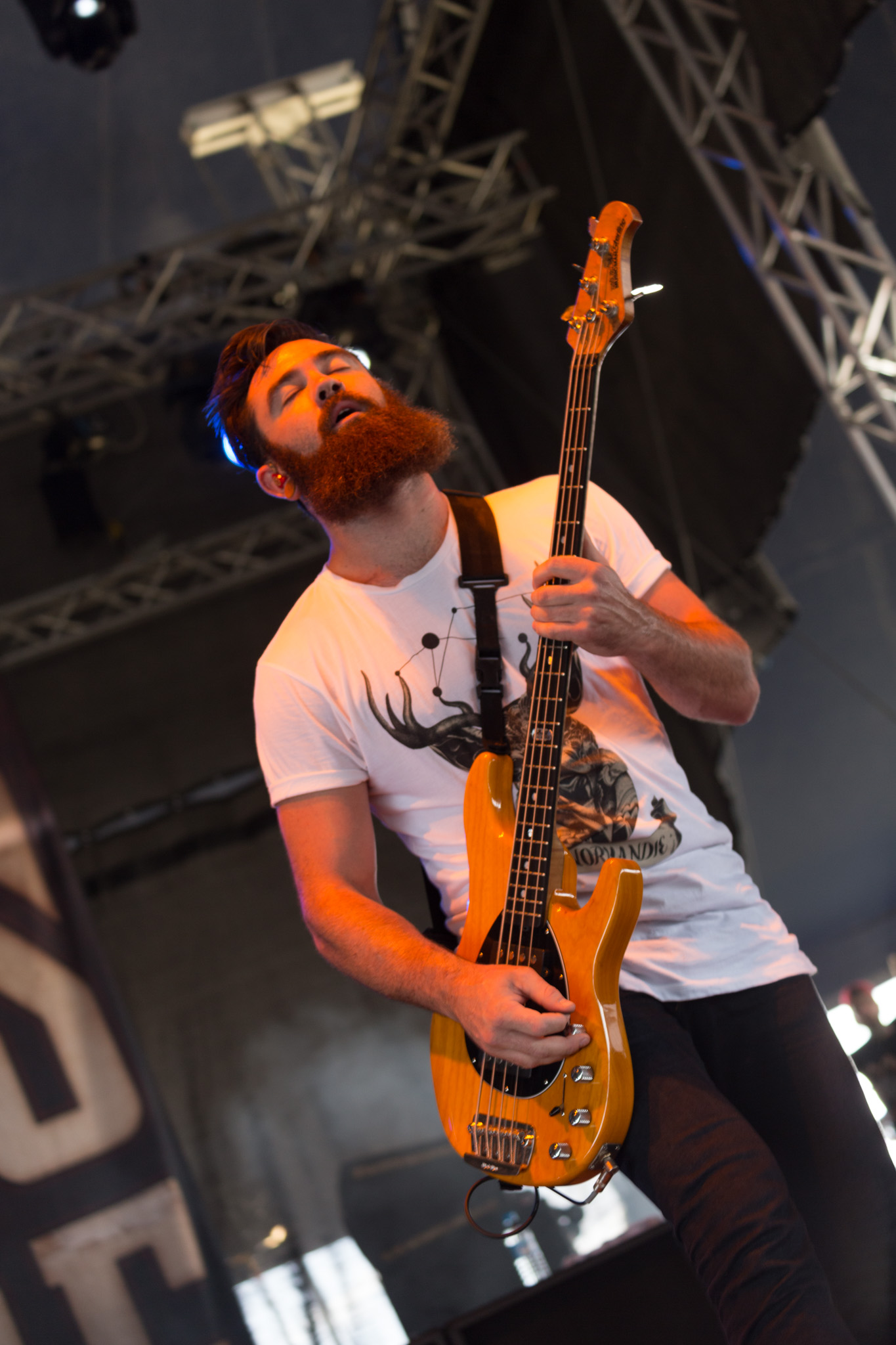
Cory Elder, 2014

11 kwietnia gitarzysta rytmiczny Ryan Bentley ogłosił na Twitterze, że rozstaje się z zespołem. Kellen McGregor zareagował, mówiąc, że musieli pozwolić odejść Ryanowi, bo nie miał dobrego nastawienia i nie chciał pchać zespołu na dobrą drogę. 17 kwietnia do zespołu dołączył Anthony Sepe. Odejście Betleya z zespołu spowodowało, że jedynym pierwotnym jego członkiem został Kellen McGregor.
Trzeci album studyjny Memphis May Fire, Challenger został wydany 26 czerwca przez Rise Records.

### Unconditional (od 2013)
Członkowie Memphis May Fire ogłosili, że mają nadzieję na wydanie nowego albumu na początku 2014. 14 grudnia 2013 zespół napisał na Twitterze, że skończył nagrywać utwory na najnowszą płytę z dopiskiem od Matty'ego Mullinsa wyrażającym dumę z albumu.
„Unconditional” ukazał się 25 marca 2014, wydany przez Rise Records.
25 maja 2015 zespół poinformował, że chcą wydać wersję deluxe albumu 17 lipca. Tego samego dnia ukazał się pierwszy nowy utwór „My Generation”. Album będzie zawierał dwa nowe utwory i akustyczne wersje „Beneath the Skin” i „Need to Be”.

## Muzycy
| Obecny skład zespołu - Matty Mullins - wokal prowadzący, instrumenty klawiszowe, gitara (od 2008) - Kellen McGregor - gitara prowadząca, wokal wspierający, programowanie (od 2006) - Anthony Sepe - gitara rytmiczna (od 2012) - Cory Elder - gitara basowa (od 2008) - Jake Garland - perkusja (od 2010) |  | Byli członkowie zespołu - Chase Ryan - wokal prowadzący (2006–2008) - Ryan Bentley - gitara rytmiczna (2006–09, 2010–2012) - Joel Seir - gitara rytmiczna (2009–2010) - Tanner Oakes - gitara basowa (2006–2007) - Austin Radford - gitara basowa (2007–2008) - Daniel De Los Santos - gitara basowa (2008–2009) - R.C. Dooley - perkusja (2006) - Eric Molesworth - perkusja (2009–2010) |

## Dyskografia
Albumy studyjne
| Sleepwalking                | - Data: 21 lipca 2009 - Wydawca: Trustkill Records   | —   | —  | —   |                   |
| The Hollow                  | - Data: 25 kwietnia 2011 - Wydawca: Rise Records     | 130 | 24 | —   |                   |
| Challenger                  | - Data: 26 czerwca 2012 - Wydawca: Rise Records      | 16  | 3  | —   |                   |
| Unconditional               | - Data: 24 marca 2014 - Wydawca: Rise Records        | 4   | 1  | 190 | - USA: 27 tys.+   |
| This Light I Hold           | - Data: 28 października 2016 - Wydawca: Rise Records | 42  | 3  | —   | - USA: 10,8 tys.+ |
| "—" album nie był notowany. |                                                      |     |    |     |                   |

EP-ki
| Tytuł            | Dane dot. albumu                                         |
| ---------------- | -------------------------------------------------------- |
| Memphis May Fire | - Data: 4 grudnia 2007 - Wydawca: Trustkill Records      |
| Between the Lies | - Data: 2 listopada 2010 - Wydawca: Bullet Tooth Records |